# Sigmund Freud
Sigismund Schlomo Freud, bolje znan kot Sigmund Freud [zígmund- frôjd-], avstrijski nevrolog in psiholog judovskega rodu, 6. maj 1856, Příbor, Moravska, Češka (tedaj Avstrijsko cesarstvo), † 23. september 1939, London, Anglija.
Je utemeljitelj psihoanalitične šole v psihologiji, ki uči, da podzavestni motivi naše duševnosti vplivajo na številne oblike našega vedenja. Zanimal se je za hipnozo v smislu sredstva pomoči duševnim bolnikom. Kasneje je hipnozo opustil in jo v procesu zdravljenja nadomestil s prostimi asociacijami in analizo sanj, kar danes imenujemo »zdravljenje s pogovorom«. Ta dva postopka sta postala jedrni del psihoanalize. Z razvojem psihoanalize je dosegel svetoven uspeh in tako postal eden najpomembnejših mislecev 20. stoletja.

## Življenje
Rojen je bil 6. maja 1856 v Příborju (današnja Češka, tedaj Avstro-Ogrska) v judovski družini. Pri enaindvajsetih se je preimenoval v »Sigmund«. Čeprav je bil prvorojenec in je imel tri brate ter pet sester, je imel tudi starejše polbrate iz očetovega prejšnjega zakona. Leta 1865 je Freud začel obiskovati Leopoldstädter Kommunal-Realgymnasium, ugledno srednjo šolo. Bil je zelo priden in nadarjen učenec. Šest let od osmih je bil najboljši učenec v razredu. Leta 1873 je z odliko in pohvalo opravil maturo.
Študiral je od 1873 na 1881 na Dunajski univerzi. Sprva je želel študirati pravo, ampak se je nato priključil medicinski fakulteti, kjer je študiral filozofijo pri Franzu Brentanu, psihologijo pri Ernestu Brücku in zoologijo pri Carlu Clausu. Leta 1881 je diplomiral in postal doktor medicine.
O njegovem zgodnjem delu in življenju je znano zelo malo, saj je kar dvakrat uničil svoje papirje, leta 1885 in 1907.
Leta 1886 se je poročil z Martho Bernays, s katero sta imela šest otrok:
- Mathilde (1887–1978)
- Jean-Martin (1889–1967)
- Oliver (1891–1969)
- Ernst (Ernst Ludwig) (1892–1970)
- Sophie (1893–1920)
- Anna (1895–1982).

Leta 1930 je v Frankfurtu prejel Goethejevo nagrado za delo na področju psihologije. Istega leta mu je pri petindevetdesetih umrla mati.  Po "Machtergreifung" nacistov v Nemčiji so po maju 1933 tudi Freudova dela začeli metati na ogenj.  Leto kasneje se je avstrijska demokracija sprevrgla v klerofašistično stanovsko državo. Freud se zgleda nevarnosti, ki mu je grozila, ni dovolj zavedal. MIslil je najprej, da je reakcionarni katolicizem v Avstriji zaenkrat najboljša zaščita pred nacisti. Ker se ni zavedel resnosti položaja,  je za nadaljnji obstoj psihoanalize v Nemčiji privolil v vsemogoče  organizacijske kompromise z nacisti.[39]
V tem času se je izostril konflikt s  - takrat - komunistično usmerjenim Wilhelmom Reichom, njegovim dotlej cenjenim učencem,  ki je  1930 stopil v KPD in z govori in spisi agitiral proti nacizmu. Freud je dal Reicha leta 1934 izključiti iz Mednarodne zveze psihoanalitikov. Vprašanje, ali je šlo, kot nekateri zgodovinarji menijo, za žrtev kmeta, ki naj bi pomirila naciste [40] ali vseeno v prvi vrsti za »znanstvene razloge«, kot je Fred sam izjavil – in to le v zasebnem pismu - ostaja odprto [41]
Po invaziji nemške vojske v Avstrijo je 12. marca 1938 Gestapo zaslišal njegovo hčer Anno Freud. Za vsak primer je od družinskega zdravnika Maxa Schurja dobila kapsulo veronala.  Ko se je Anna vseeno srečno vrnila domov, se je njen oče končno zavedel, da je čas, da državo zapustijo. Vplivni privrženci, kot sta bila njegov poznejši življenjepisec Ernest Jones in njegova pacientka in učenka Marie Bonaparte, so poskrbeli za  diplomatski pritisk s strani Velike Britanije in Združenih držav Amerike, tako da se je Freud z večino svojih družinskih članov, po plačilu »Davka za beg iz rajha«, ki ga je založila Marie Bonaparte, lahko izselil.[42]  
Freud je znesek kasneje iz Londona povrnil. Za dovoljenje, da se lahko izseli, je Freud podpisal naslednjo izjavo: »Rade volje potrjujem, da do današnjega dne, 4. junija 1938 ni prišlo do nikakršnega nadlegovanja moje osebe ali moje družine. Organi in uradniki strank so z menoj in s člani moje družine ves čas postopali korektno in obzirno[43] Proslula anekdota, v katero se danes dvomi[43] pravi, da naj bi izjavo na roko dopolnil:»Gestapo lahko samo priporočim«.[44] 4. junija 1938 je Freud s svojo družino prek Pariza emigriral v London, kjer se je vselil v hišo 20 Maresfield Gardens  Hampsteadu. Anna Freud je začela v Londonu izdajala zbrana dela; John Rodker je v ta namen ustanovil Imago Publishing Company.
Štiri od petih sester Freuda, Regine Debora (Rosa), Marie (Mici), Esther Adolfine (Dolfi) in Pauline Regina (Pavla) so ostale na Dunaju. Po neuspešnih poskusih, omogočiti tudi njim, so jih nacisti internirali v koncentracijskih taboriščih in leta 1942 in 1943 umorili.[45]
Freud je vse svoje življenje strastno rad kadil cigare in kljub raku spodnje čeljusti dalje kadil vse do svoje smrti. Dnevno je pokadil po celo škatlo cigar. Verjel je, da s kajenjem krepi svojo sposobnost za delo. Ostal je kadilec kljub opozorilom kolega Wilheima Fließa. Od odkritja bolezni, leta 1923, v starosti sedeminšestdesetih, je prestal kar 30 operacij, ki naj bi omejile raka. 
Kako leto v izgnanstvu Freud ni mogel več prenašati bolečin  in se v dogovoru s svojim zdravnikom odločil za smrt.   23. septembra 1939 ob treh zjutraj je  Max Schur po smrtni dozi morfija potrdil njegovo smrt.[46] Tri dni po njegovi smrti so na zahtevo sina Ernesta  Freudovo telo upepelili. Njegov pepel, v starogrški žari, darilu princese Marie Bonaparte, se skupaj s pepelom njegove žene Marte in hčerke Ane nahaja v Kolumbariju krematorija v Golders Green na severozahodu Londona.  

## Začetki njegove kariere
Leta 1882 je Freud začel svojo zdravniško kariero v dunajski bolnišnici. Njegovo raziskovalno delo o možganski anatomiji je leta 1884 privedlo do objave raziskovalne naloge o učinku kokaina, ki je bila osnova za njegovo prvo knjigo z naslovom Študija, objavljena leta 1891. Več let je Freud delal v različnih oddelkih bolnišnice. Veliko svojega časa je preživel v psihiatrični kliniki Theodorja Meynerta, kar je privedlo do njegovega povečanega zanimanja za klinično delo. Zaradi njegovih obsežnih raziskav so ga leta 1885 imenovali za univerzitetnega predavatelja nevropatologije.
Leta 1886 je Freud prenehal z bolnišničnim delom in začel z zasebno prakso, kjer se je osredotočil na " živčne motnje ". Freud je zelo občudoval svojega mentorja za filozofijo Brentana, (ki je bil znan po svojih teorijah percepcije in introspekcije) kot tudi Theodorja Lippsa (ki je bil eden izmed glavnih sodobnih teoretikov konceptov nezavednega in empatije). Freud je kot študent rad prebiral Friedricha Nietzscheja. Ko je leta 1900 Nietzsche umrl, je Freud kupil njegova dela in jih začel proučevati. Njegovo zanimanje za filozofijo se je nato zmanjšalo, saj se je odločil za kariero iz nevropatologije in psihiatrije. 
Pomemben vpliv pri oblikovanju njegove intelektualne in moralne identitete so imele tudi njegove judovske korenine, saj naj bi le-te vplivale na vsebino psihoanalitičnih idej, zlasti idej v zvezi z racionalističnimi vrednotam, za katere se je zavzemal. Leta 1930 je v Frankfurtu prejel Goethejevo nagrado za delo na področju psihologije.

## Delo
Osebnost je razdelil na tri plasti:
- id - nezavedno. Sestavljata jo dva nagona:
  - eros - spolni nagon in
  - tanatos - nagon smrti in uničevanja.

K njuni izpolnitvi človeka žene libido.
- ego - jaz; zavedno;
- superego - nadjaz. Vsebuje vest in moralo, ki jo pridobimo v družbi.

Vpeljal je tudi nove načine zdravljenja, najbolj znano je izpovedovanje pacienta na kavču, kjer lahko sprosti tok svojih misli in prepusti mišljenje prostim asociacijam. Pred tem je Freud uporabljal hipnozo z drogami, zaradi preizkušanja na sebi je bil dve leti zasvojen s kokainom.

## Teorija nezavednega
Freud je na področju duševnosti uporabil deterministična načela sistematično na področju duševnosti in ugotovil, da je širok spekter človeškega vedenja lahko pojasniti samo v smislu miselnih procesov ali stanj, ki jih določajo. Tako je namesto zdravljenja obnašanja nevrotika kot vzročno-nerazložljivo, ki je bil prevladujoči problem stoletja, Freud vztrajal, nasprotno, da ga obravnavajo kot osebo s posebnim vedenjskim vzorcem, za katere je smiselno poiskati razlago duševnega stanja posameznika. Zato je pomen, ki ga pripisuje spodrsljajem jezika ali peresa, obsesivno vedenje in sanje določil s skritimi vzroki v podzavesti osebe. To kaže, da je svoboda volje, ki je, če ne v celoti iluzija, vsekakor bolj strogo omejena kot splošno prepričanje, da smo vsakič, ko naredimo izbiro, vodeni s skritimi miselnimi procesi, ki se jih ne zavedamo in nad katerimi nimamo nadzora.

## Razvoj psihoanalize
V oktobru 1885 je Freud šel v Pariz k svetovno znanemu nevrologu Jean-Martinu Charcotu, ki je opravljal znanstvene raziskave s hipnozo. Charcot se je posvečal študiju histerije in bil dovzeten za hipnozo, ki jo je pogosto pokazal z bolniki na odru pred občinstvom.
Leta 1886 je tudi Freud začel z zdravljenjem s pomočjo hipnoze. Omenjen način zdravljenja je uporabil pri prijatelju Josefu Breueru, vendar se je le-ta razlikoval od francoskih metod, ki jih je opazil pri Charcotu. Velik korak pri razvoju psihoanalize je bil primer pri pacientki, znana kot "Anna O". Pacientki je bilo naročeno, naj govori o svojih simptomih, medtem ko je bila ona pod hipnozo. Tako naj bi Freud iznašel "govoreče zdravilo" za njeno zdravljenje. Zaradi pogovora naj bi se ti simptomi in izbruhi v njenem vedenju, ki naj bi bili posledica travmatičnih spominov in incidentov, zmanjšali. To je Freuda pripeljalo do ugotovitve, da lahko bolnikom pomaga brez uporabe hipnoze. S spodbujanjem bolnikov, da svobodno govorijo o kakršnikoli ideji in spominu, ki se jim je med pogovorom porajal, je začel razvijati svojo teorijo o psihoanalizi. Na podlagi njegovega kliničnega dela, je domneval, da so nezavedni simptomi spolnega nadlegovanja v zgodnjem otroštvu, nujen predpogoj za histerijo in nevrozo. Tekom svoje kariere je dobil veliko privržencev, ki so se zanimali za njegovo teorije in so želeli z njim sodelovati. Po Freudovem zgledu so tudi njegovi sodelavci odpirali številne klinike in ambulante. Zaradi zaupnosti je Freud vse svoje paciente preimenoval in jih obravnaval pod psevdonimom. Med letoma 1887 in 1902 je Freud zanesljivo napredoval vsaj na treh področjih: razumevanje potlačitve in nastanku simptomov, odkritju sanj in njihovih interpretacijah in naravi Ojdipovega kompleksa. Leta 1905 je izdal Tri razprave o seksualnosti, ki naj bi bile nadaljevanje Interpretacije sanj, ki je izšla leta 1899.

## Katarzična metoda zdravljenja histerije
Freudova iznajdba psihoanalize predstavlja enega od treh velikih udarcev človeškemu  narcisizmu. Prvega je zadal Kopernik, ki je dokazal, da Zemlja ni center vesolja, drugega Darwin ko odkrije, da ima človek skupne prednike z opicami, zadnji pa je bila Freudova psihoanaliza, ko pove, da človek ni gospodar niti v lastni glavi, saj je tri četrtine delovanja nezavednega.
Freud pravi, da je hipnoza metoda, ki je preveč  mistična in je ni nikoli preveč maral. Metoda je bila neustrezna tudi zato, ker vseh pacientov ni bilo možno hipnotizirati. Freudova tehnika se je od tovrstne hipnoze razlikovala v tem,da je v stanju visoke koncentracije (ki je bilo podobno hipnotičnem stanju), ko je pacientu popolnoma obudil spomin na sprožilni dogodek, hkrati oživel še spremljajoči afekt in če je pacient ta dogodek opisal do podrobnosti, ter ga 'izgovoril', je le-ta izginil. Ta tehnika je imenovana katarzična metoda. 
Freudove ugotovitve, ki jih je apliciral v teoretske okvire, temeljijo na bogatih izkušnjah dela s pacientkami/pacientki, ki so ga obiskovale/li. Tako je do pomembnih odkritij in konceptov prišlo že zelo zgodaj, objavljeni pa so bili v delu Študije o histeriji . S pobudo Freudovega raziskovanja pristopov k zdravljenju histeričnih simptomov je naletel na pomembna odkritja, ki so takrat predstavljala radikalne znanstvene premike, danes pa veljajo za osnove psihoanalize. Pomemben preskok na področju histerije, ki gaje odkril Freud, je katarzična metoda. 
Na poti ugotavljanja zakaj pri nekaterih pacientih hipnoza preprosto ni učinkovita se mu je porodila ideja o odporu. Ti pacienti zavestno ali nezavedno nasprotujejo hipnozi, četudi pomislekov niso izražali. S pomočjo te ugotovitve je nehipnotizabilnim pacientkam predlagal visoko stopnjo koncentracije na določen dogodek ter tako prišel do spoznanja, da je do patogenih predstav moč priti z vztrajanjem. Porodilo se je vprašanje, kako zdaj ravnati s tem odporom, s sugestijo, zatrtjem ali nečem popolnoma novim. Odločitev za zadnjo pot ga je privedla k novim pomembnim ugotovitvam. »V letih neposredno po objavi Študij se je Freud vedno bolj odrekal sredstvu omenjene sugestije in se začel vedno bolj zanašati na tok pacientovih »prostih asociacij«. S tem se je odprla pot za analizo sanj.« 

## Zdravljenje s kokainom
Na začetku dvajsetega stoletja je Sigmund Freud razburkal svetovno javnost z utemeljitvijo psihoanalize. Nov pristop k zdravljenju duševnih motenj je javnosti predstavil v treh pomembnih delih, ki so dramatično vplivala na takrat uveljavljene prakse s področja psihologije. Freudovo prvo epohalno delo nosi naslov Interpretacija sanj (1900), sledili sta še Psihopatologija vsakdanjega življenja (1901) in Tri razprave o teoriji seksualnosti (1905). Ker je Freudova teorija o razvoju človeške osebnosti temeljila predvsem na seksualnosti, je sprožila številne polemike, celo posmeh v laični javnosti. Kolegi iz stroke pa so Freudu očitali pomanjkanje znanstvenih dokazov, s katerimi bi empirično in znanstveno dokazal svoja spoznanja. Najostrejši kritiki psihoanalize, ki so Freuda poznali in se skupaj z njim gibali v akademskih krogih, so mu na tihem očitali, da je njegovo monumentalno življenjsko delo le plod blodenj, ki jih je doživel pod vplivom uživanja kokaina.
Prav zares je leta 1884 izšla razprava z naslovom O koki, v kateri Freud hvali učinke kokaina in ga priporoča kot zdravilo za zdravljenje depresije in impotence pri moških, hkrati pa je mnenja, da bi s kokainom lahko uspešno zdravili odvisnike od morfija.
Freud  je v zdravilne namene tudi sam užival kokain – sodeč po nekaterih informacijah zato, ker naj bi preizkušal hipnozo s pomočjo drog, nekateri viri pa omenjajo, da ga je užival z namenom spodbujanja koncentracije ter blaženje stresa in depresije. Sam je temu rekel, da mu pomaga pri razmišljanju. 
Znan kot zagovornik uporabe kokaina v medicini, ga je priporočal prijateljem in ga predpisoval svojim pacientom. Ko pa je postalo jasno, da kokain povzroča hudo odvisnost, se je Freud znašel na udaru kritik.
Tudi sam je spremenil mnenje o čudežnem prašku, ko je hotel svojega prijatelja Ernsta Fleischla von Marxowa s kokainom ozdraviti odvisnosti od morfija, ki jo je Marxow že imel zaradi hudih bolečin amputirane noge, vendar je le-ta umrl zaradi še večje odvisnosti. Ta izkušnja je Freuda odvrnila od nadaljnjega promoviranja nevarnega alkaloida. Vedno večje število odkritih odvisnikov od kokaina in vesti o škodljivosti te substance pa so nekoliko okrnili njegov ugled zdravnika. Leta 1885 je javno priznal svojo zmoto.

## Freud v času nacizma
Ko so leta 1933 nacisti prevzeli nadzor nad Nemčijo, je bilo veliko Freudovih del uničenih. Kljub vedno večji moči nacistov, je Freud ostal na Dunaju. Šele po nasvetu Ernesta Jonessa, predsednika mednarodnega Psihoanalitičnega združenja, so Freud in njegova družina postopoma zapustili Dunaj in se odpravili v London. Freud je imel podporo ameriških diplomatov, predvsem njegovega bivšega bolnika in veleposlanika v Franciji, Williama Bullitta. Freud kmalu ni več mogel dostopati do svojih bančnih računov, zato je za pomoč prosil princeso Marie Bonaparte, ki je bila ena izmed najbolj uglednih in premožnih Freudovih francoskih privržencev. Zaradi njene finančne pomoči so Freud, njegova žena Martha in hči Anna dobili izhodne vizume za odhod z Dunaja. Ko je zapuščal Nemčijo, je Gestapo zahteval, naj izjavi, da so z njim ravnali spoštljivo. Freud je napisal: »Vsem toplo priporočam Gestapo.« (»Ich kann die Gestapo jedermann auf das beste empfehlen.«). Sprva so se nastanili v Parizu, nato pa so odpotovali v London in se nastanili na 20 Maresfield Gardens v Londonu, kjer je danes njegov muzej.

## Pacienti
Freud je v študijah o svojih pacientih uporabljal psevdonime. Veliko pravih identitet teh pacientov je ugotovil Peter Swales. Znani pacienti s psevdonimi so:
- Anna O. (Bertha Pappenheim, 1859–1936),
- Cäcilie M. (Anna von Lieben),
- Dora (Ida Bauer, 1882–1945),
- Frau Emmy von N. (Fanny Moser),
- Fräulein Elisabeth von R. (Ilona Weiss),
- Fräulein Katharina (Aurelia Kronich),
- Fräulein Lucy R.,
- Mali Hans (Herbert Graf, 1903–1973),
- Podganji človek (Ernst Lanzer, 1878–1914),
- Volčji človek (Sergei Pankejeff, 1887–1979).

Ostali znani pacienti so še:
- H.D. (1886–1961),
- Emma Eckstein (1865–1924),
- Gustav Mahler (1860–1911), s katerim se je Freud srečal le enkrat,
- princesa Marie Bonaparte.

Ljudje, o katerih je napisal opazovalne študije, ampak niso bili njegovi pacienti, so:
- Daniel Paul Schreber (1842–1911),
- Woodrow Wilson (1856–1924), o katerem je Freud napisal študijo skupaj z Williamom Bullittom,
- Michelangelo, ki ga je analiziral v eseju Michelangelov Mojzes,
- Leonardo da Vinci
- Mojzes, v knjigi Mojzes in monoteizem,
- Josef Popper-Lynkeus, v študiji Josef Popper-Lynkeus in teorija sanj.

## Interpretacija sanj
Freud je opredelil sanje kot “kraljevsko pot v nezavedno”. Razlagal je, da se v sanjah razkrivajo nezavedne vsebine v deformirani obliki. Obstaja namreč del nezavednega, ki skuša zavesti prikriti pravi pomen sanj. To se zgodi tako, da določene dele sanj izbriše s spomina, ostalo vsebino pa šifrira – torej jo lahko razumemo le prek razvozlavanja kompleksnih simbolov. Zato je vsebino sanj delil na manifestno (kar sanjamo in se zjutraj spomnimo) in latentno (kar je v ozadju oz.  pravi pomen sanj). Manifestna vsebina je torej šifrirana latentna vsebina, ta pa izvira iz preteklih in aktualnih doživljanj.
Njegova teorija interpretacije sanj sloni na njegovih lastnih sanjah iz leta 1895. Skrbelo ga je za pacientko Irmo, ki se ji zdravstveno stanje ni izboljševalo po njegovih pričakovanjih, za to pa je v veliki meri krivil samega sebe.
Sanjal je, da je na zabavi srečal Irmo in jo pregledal. Potem je imel preblisk, v katerem je videl kemijsko formulo droge, ki jo je Irmi v žilo vbrizgal drug zdravnik. Postalo mu je jasno, da je za Irmino slabo zdravstveno stanje kriva nesterilna igla, ki jo je uporabil drugi zdravnik. Tako je bila njegova slaba vest olajšana.
Te sanje je interpretiral kot izpolnitev želje – izpolnile so mu željo po spoznanju, da za Irmino slabo zdravstveno stanje ni kriv on sam, ampak nek drug zdravnik. Na podlagi tega izpeljal sklep, da je glavna funkcija sanj izpolnitev sanjačeve želje. To naj bi zmanjšalo anksioznost in osebo, ki sanja, posledično obvarovalo pred prebujanjem.

## Vera
Freud je gledal na Boga kot na iluzijo, ki je osnovana na otročji čustveni potrebi po nadrejenem, nadnaravnem, mogočnem patriarhu, ki igra vlogo zaščitnika. Trdil je, da lahko vero (kljub temu, da je bila v zgodnjih začetkih civilizacije nujna za brzdanje človekove nasilne narave) v modernih časih odmaknemo na stran zaradi bolje razvite znanosti in razuma. 
Vera ima po njegovem funkcijo psihološke tolažbe -  vera v nadnaravnega zaščitnika (patriarha) blaži človeški strah pred naravo, tako kot vera v posmrtno življenje blaži  človeški strah pred smrtjo. Glavna ideja je, da je vsa vera lahko pojasnjena skozi funkcijo v družbi, ne pa skozi njeno povezavo z resnico – zato jo je percepiral kot iluzijo.
Po njegovem je vera igrala tudi vlogo mediatorja, saj naj bi zatirala nasilje v zasebnem in javnem življenju in blažila konflikte med življenjsko silo (Eros) - voljo do življenja in voljo do ustvarjanja življenja in smrtnim instinktom (Thanatos) - povrnitvijo živega stanja v neživo.

## Poglavitna dela
- Študije o histeriji (skupaj z Josefom Breuerjem) (Studien über Hysterie, 1895)
- Interpretacija sanj (Die Traumdeutung, 1899 [1900])
- Psihopatologija vsakdanjega življenja (Zur Psychopathologie des Alltagslebens, 1901)
- Tri razprave o teoriji seksualnosti (Drei Abhandlungen zur Sexualtheorie, 1905)
- Vic in njegov odnos do nezavednega (Der Witz und seine Beziehung zum Unbewußten, 1905)
- Leonardo da Vinci in njegovi spomini na otroštvo (Eine Kindheitserinnerung des Leonardo da Vinc, 1910)
- Pet predavanj psihoanalize (Über Psychoanalyse, 1910)
- Totem in tabu (Totem und Tabu, 1913)
- O narcisizmu (Zur Einführung des Narzißmus, 1914)
- Predavanja za uvod v psihoanalizo (Vorlesungen zur Einführung in die Psychoanalyse, 1917)
- Onstran načela ugodja (Jenseits des Lustprinzips, 1920)
- Ego in id (Das Ich und das Es, 1923)
- Inhibicija, simptom in tesnoba (Hemmung, Symptom und Angst, 1926)
- Prihodnost neke iluzije (Die Zukunft einer Illusion, 1927)
- Nelagodje v kulturi (Das Unbehagen in der Kultur, 1930)
- Mož Mojzes in monoteistična religija (Der Mann Moses und die monotheistische Religion, 1939)
- Očrt psihoanalize (Abriß der Psychoanalyse, 1940)